# Candidat a milionari
Candidat a milionari (títol original: Religion, Inc. /A Fool And His Money Trailer) és una pel·lícula estatunidenca de Daniel Adams estrenada el 1989. Ha estat doblada al català.

## Argument
Morris Godman (Johnathan Penner) és un executiu que treballa en publicitat, no li falta res, té èxit laboralment i una bella i encantadora xicota anomenada Debbie (Sandra Bullock). Però per paradoxes de la vida perd la seva feina i decideix utilitzar tota la seva experiència en publicitat per llançar un nou producte al mercat, convençut que li reportarà una gran quantitat de milions. El curiós de la proposta de Morris és que el seu nou producte és ni més ni menys que una nova religió.
Debbie tractarà de convèncer-lo que els diners no ho són tot en la vida i que hi ha coses moltíssim més importants i que no ha d'obsessionar-se amb guanyar molts diners. Ella l'estima pel que i com és, no pel gruix del seu compte corrent al banc. No obstant això els esforços de Debbie són debades, ja que Morris està completament obsessionat amb fer-se ric i llançar el mercat la nova religió creada per ell, sembla que en aquest moment no li importa res més en la vida.

## Rebuda crítica i comercial
La pel·lícula no va ser estrenada en sales comercials.
Segons la pàgina d'Internet Rotten Tomatoes no té qualificació percentual, a causa de la falta de comentaris.

## Repartiment
- Sandra Bullock
- Jonathan Penner
- George Plimpton
- Maggie Wagner